# Cilix (bướm đêm)
Cilix là một chi bướm đêm thuộc phân họ Drepaninae.

## Hình ảnh

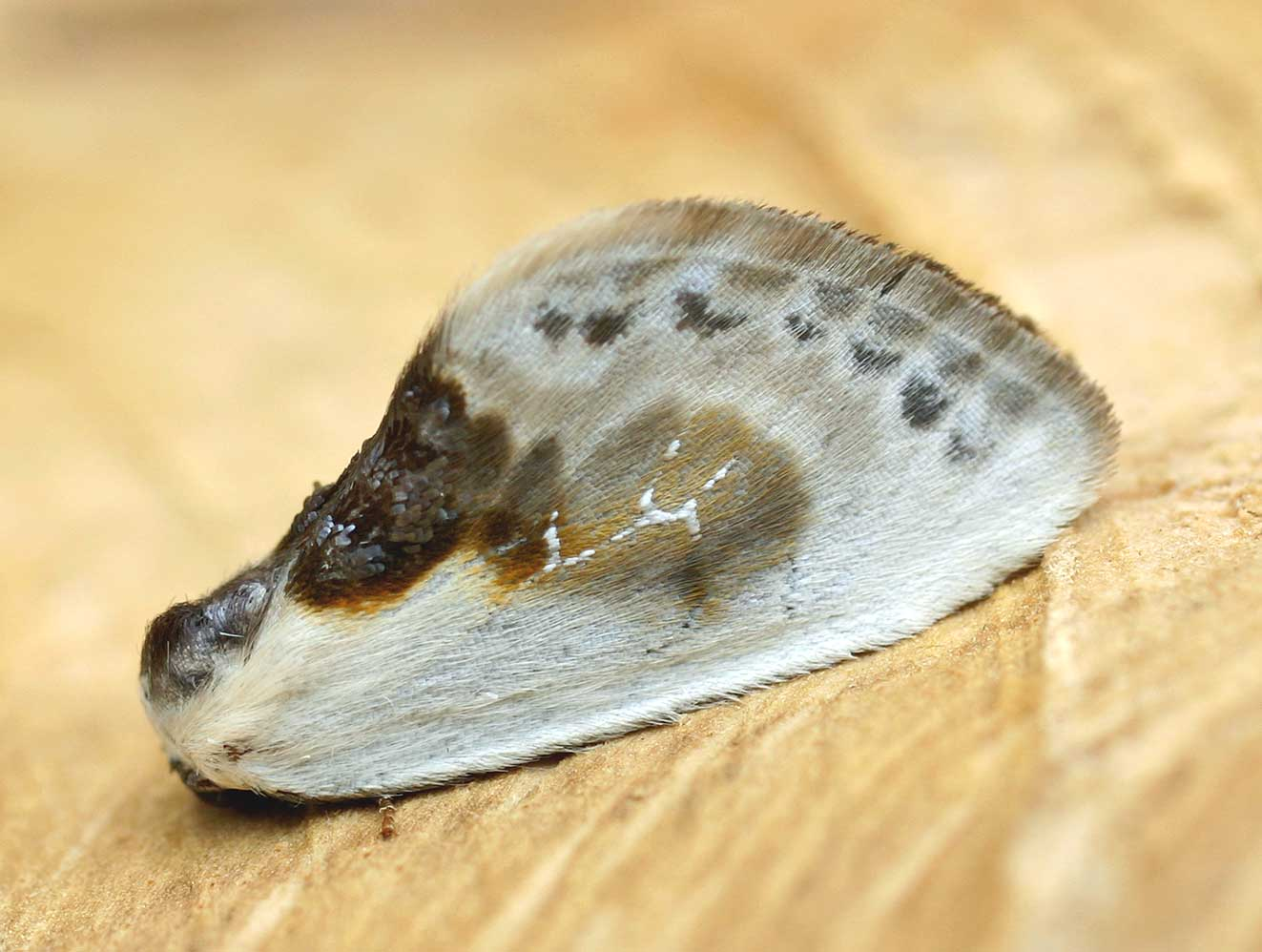